# Delilia
Delilia é um género botânico pertencente à família Asteraceae. É composto por 4 espécies descritas e destas 3 são aceites. Ocorre desde o México até à Bolívia.
O género foi descrito por Curt Polycarp Joachim Sprengel e publicado em Bull. Sci. Soc. Philom. Paris 1823: 54. 1823. A espécie-tipo é Delilia berteroi Spreng., sinónima de Delilia biflora (L.) Kuntze.	
Trata-se de um género reconhecido pelo sistema de classificação filogenética Angiosperm Phylogeny Website. Segundo este sistema, o género Elvira é sinónimo.

## Espécies
As espécies aceites são:
- Delilia biflora (L.) Kuntze
- Delilia inelegans (Hook.f.) Kuntze
- Delilia repens (Hook.f.) Kuntze